# El capitán Blood (película de 1924)
El capitán Blood, estrenada en 1924, es una película muda protagonizada por J. Warren Kerrigan y dirigida por David Smith. Se basa en la novela homónima de Rafael Sabatini. 

## Sinopsis
El médico Peter Blood (Kerrigan) se involucra con un grupo de rebeldes que intentan derrocar al rey Jacobo II de Inglaterra y es confinado a la isla de Barbados como esclavo. En ese lugar es adquirido por el coronel Bishop (Wilfrid North) gracias a la intervención de su sobrina Arabella (Jean Paige). En medio de un ataque de una nave española sobre la localidad, Blood escapa con sus camaradas, atrapan el barco agresor y se convierten en piratas. Con la ascensión del nuevo rey Guillermo III de Inglaterra, Blood vuelve a ser leal a la monarquía y forma parte de la derrota a invasores franceses sobre Port Royal. Al final logra ser nombrado gobernador de Jamaica y obtiene el compromiso matrimonial con Arabella.